# Equipos ciclistas españoles en 2017
Equipos ciclistas españoles en 2017, equipos ciclistas profesionales españoles en la temporada 2017.
No se produjo cambios en las directivas de los equipos con respecto a la anterior edición.

## Equipos

### Equipos UCI ProTeam
- Movistar Team

### Equipos Profesionales Continentales
- Caja Rural-Seguros RGA

### Equipos Continentales
- Burgos-BH
- Euskadi Basque Country-Murias Taldea

### Equipos WorldTour Femenino
- Bizkaia-Durango
- Lointek

## Clasificaciones UCI

### UCI WorldTour
| Posición | Equipo        | Victorias |
| 4º       | Movistar Team | 31        |

### Circuitos Continentales UCI

#### UCI America Tour
| Posición | Equipo                 | Victorias |
| 15º      | Caja Rural-Seguros RGA | 0         |
| 37.º     | Burgos-BH              | 0         |

#### UCI Europe Tour
| Posición | Equipo                 | Victorias |
| 17º      | Caja Rural-Seguros RGA | 4         |
| 54.º     | Murias Taldea          | 0         |
| 62.º     | Burgos-BH              | 2         |

## Clasificaciones UCI Femeninas

### Ranking UCI Femenino
| Posición | Equipo          | Victorias |
| 23º      | Bizkaia-Durango | 5         |
| 31.º     | Lointek         | 0         |